# سنت ترینیان ۲: افسانه طلای فریتون
سنت ترینیان ۲: افسانه طلای فریتون (به انگلیسی: St Trinian's 2: The Legend of Fritton's Gold) فیلمی کمدی محصول سال ۲۰۰۹ و به کارگردانی الیور پارکر و برانابی تامپسون است. در این فیلم بازیگرانی همچون روپرت اورت، کالین فرث، دیوید تننت، تلولا رایلی، سارا هاردینگ، تمسین اگرتون، توبی جونز، زوی اشتن، سلیا ایمری، گابریلا وایلد، جما آرترتون، تام رایلی، جورجیا کینگ، کاترین پارکینسون و پیپ تورنس ایفای نقش کرده‌اند.
این فیلم بر اساس کتاب مدرسه سنت ترینیان نوشته رونالد سرل ساخته شده است.
این فیلم دنباله فیلم سنت ترینیان (۲۰۰۷) است.